# Milovan Zoričić
Milovan Zoričić (Zagreb, 31 mei 1884 - aldaar 27 januari 1971) was een Kroatisch rechter en voetbalbestuurder. Hij was de eerste voorzitter van de Kroatische voetbalbond toen die in 1912 werd opgericht. Hij werkte als jurist en officier van justitie, en was adviseur voor de regering van het Koninkrijk Kroatië en Slavonië. Verder was hij lid van het Permanente Hof van Arbitrage en rechter van het Internationale Gerechtshof.

## Levensloop
Zoričić studeerde rechten aan de Universiteit van Zagreb en sloot zijn studie af met een doctorsgraad. Aansluitend was hij verbonden aan een rechtbank in Zagreb en was hij vervolgens werkzaam als officier van justitie en als juridisch adviseur van de regering van het Koninkrijk Kroatië en Slavonië dat een autonome positie kende binnen Oostenrijk-Hongarije. In 1912 werd hij benoemd tot eerste voorzitter van de dat jaar opgerichte Kroatische voetbalbond.
Vanaf 1919 werkte hij in overheidsdienst van de nieuw gevormde Staat van Slovenen, Kroaten en Serven. In 1929 werd hij president van de Bestuursrechtbank in Zagreb.
Vijf jaar later werd bij benoemd tot lid van het Permanente Hof van Arbitrage in Den Haag. Daarnaast was hij in 1935 ad-hoc-rechter in twee zaken van het Permanent Hof van Internationale Justitie met eveneens de vestiging in Den Haag. In 1946 werd hij gekozen tot rechter van het Internationale Gerechtshof in Den Haag. In deze functie bleef hij aan tot 1958.
- International Standard Name Identifier: 0000 0001 0952 7552
- Library of Congress Control Number: n82056984
- Nationale Bibliotheek van Tsjechië: jo20191027245
- Virtual International Authority File: 8727638
- WorldCat: E39PBJtMkb7CVgtmTFdfC9cByd